# Physalis longifolia
Coqueret à feuilles longues
Espèce
Physalis longifolia, le Coqueret à feuilles longues, est une espèce de plantes à fleurs de la famille des Solanaceae. Son aire de répartition naturelle s'étend de l'Est du Canada jusqu'au Nord du Mexique. C'est une géophyte vivace ou rhizomateuse qui pousse principalement dans les régions tempérées.

## Description
Cette espèce est une plante herbacée vivace de 20-60 cm de haut, aux limbes foliaires ovales de 4-7 cm de long, portés par des pétioles. Les fleurs apparaissent à l'aisselle des feuilles. La corolle en forme de cloche, large jusqu'à 2 cm, est jaune avec des marques violacées en son centre. L'enveloppe qui recouvre la baie mesure jusqu'à 3,5 cm de long et est dotée de dix nervures.

## Répartition et habitat
Physalis longifolia est originaire d'Amérique du Nord, plus précisément de l'Est du Canada, d'une grande partie des États-Unis continentaux et du Nord-Est du Mexique. Il a également été noté comme une espèce introduite dans d’autres régions y compris dans certaines régions des États-Unis situées hors de son aire de répartition naturelle. Dans certaines régions, comme la Californie, où il est considéré comme une mauvaise herbe occasionnelle,.

## Physalis longifoliaet l'Homme
Le fruit jaune-vert est comestible. Le fruit frais a le goût d'une fraise effervescente, pas encore mûre, et la baie séchée a le goût d'un croisement entre un raisin sec et une canneberge séchée Les peuples autochtones des Amériques l'utilisaient comme aliment. Les Pueblos appelaient les fruits « charoka » et « shuma charoka » et les consommaient frais ou cuits.
Les Zuñis appelaient la plante, et son parent Physalis hederifolia, « Ke’tsitokia », et les utilisaient probablement de manière similaire. Les femmes la cultivaient dans leurs jardins familiaux. La baie aromatisée à la tomate était bouillie et moulue avec de l'oignon, de la coriandre et du piment pour préparer un plat considéré comme un mets délicat. Le fruit était également séché et mélangé à de la farine pour le pain. Aujourd'hui, les Zuñis utilisent la tomatille commune (Physalis philadelphica), une plante apparentée, dans une recette de sauce dérivée des plats traditionnels à base d'espèces sauvages.
La variété subglabrata a été répertoriée dans les recueils gouvernementaux de taxons restreints de Louisiane considérés comme hallucinogènes, mais cela est probablement inexact.

## Liste des variétés
Selon GBIF (2 juillet 2025) :
- Physalis longifolia var. longifolia
- Physalis longifolia var. subglabrata (Mack. & Bush) Cronquist
- Physalis longifolia var. texana (Rydb.) J.R.Sullivan

## Dénominations
Ce taxon porte en français le nom vernaculaire ou normalisé suivant : Coqueret à feuilles longues.
Il a comme noms communs en anglais : Common groundcherry, Longleaf groundcherry et Wild tomatillo.

## Systématique
Le nom correct complet (avec auteur) de ce taxon est Physalis longifolia Nutt..
Physalis longifolia a pour synonymes :
- Physalis heterophylla var. sonorae (Torr.) Waterf.
- Physalis lanceolata var. longifolia (Nutt.) Trel.
- Physalis longifolia var. sonorae (Torr.) Waterf.
- Physalis polyphylla Greene
- Physalis pumila var. sonorae Torr.
- Physalis rigida Pollard & Ball
- Physalis virginiana var. longiseta Waterf.
- Physalis virginiana var. polyphylla (Greene) Waterf.
- Physalis virginiana var. sonorae (Torr.) Waterf.